# Scigliano
Scigliano ist eine italienische Stadt in der Provinz Cosenza in Kalabrien mit 1108 Einwohnern (Stand 31. Dezember 2023).

## Lage und Daten
Scigliano liegt etwa 42 km südlich von Cosenza am Flusses Savuto. Die Nachbargemeinden sind Altilia, Carpanzano, Colosimi und Pedivigliano. Die Ortsteile sind Calvisi, Lupia, Serra, Petrisi, Cupani, Diano, Porticelle, Agrifoglio, Celsita und Tasso. Der Ort hat einen Bahnhof an der Bahnstrecke Cosenza–Catanzaro.

## Sehenswürdigkeiten
In der Kirche der Annunziata sind sehenswerte Altäre zu sehen. Weitere sehenswerte Kirchen sind die Pfarrkirche, die Kirche S. Francesco und die Wallfahrtskirche S. Maria di Monserrato. In der Nähe des Ortes steht eine einbögige Steinbrücke, diese stammt vermutlich aus der römischen Zeit.